# Euonymus laxiflorus
Euonymus laxiflorus är en benvedsväxtart som beskrevs av John George Champion och George Bentham. Euonymus laxiflorus ingår i släktet Euonymus och familjen Celastraceae. Inga underarter finns listade.